# Pieter Maenhoudt
Pieter Adriaan Joseph Maenhoudt (Dudzele, 18 december 1810 - 27 november 1889) was burgemeester van de gemeente Dudzele, een polderdorp nabij de Belgische stad Brugge, van 1884 tot 1889.

## Burgemeester
Maenhoudt was de zoon van Pieter-Joseph Maenhoudt en Isabelle De Jonghe. Hij was getrouwd met Francisca Monbaliu (Dudzele, 26 december 1810 - 1 maart 1885), dochter van Jacob Monbaliu en Isabelle Malefason. 
In juli 1880 werd Pieter Maenhoudt, in opvolging van August Notterdam dienstdoende burgemeester. In 1882 was hij het opnieuw na de kortstondige burgemeester Frans Demaecker, maar in mei van dat jaar werd hij opgevolgd door Pieter Debree. 
In juli 1884 werd Pieter Maenhoudt tot burgemeester benoemd en bleef dit tot aan zijn dood. Op 13 november 1889 tekende hij voor het laatst een akte en twee weken later was hij overleden. Hij werd, na een lange interimperiode, met weerom Pieter Debree als dienstdoende burgemeester, opgevolgd door schepen Frans Proot.